# Zombeteiro-de-cabeça-branca
O zombeteiro-de-cabeça-branca (Phoeniculus bollei) é uma espécie de ave da família Phoeniculidae.
Pode ser encontrada nos seguintes países: Burundi, Camarões, República Centro-Africana, República Democrática do Congo, Costa do Marfim, Gana, Guiné, Quénia, Libéria, Mali, Nigéria, Ruanda, Sudão, Tanzânia e Uganda. 